# Wahlkreis Charente-Maritime II
Der Wahlkreis Charente-Maritime II ist seit 1986 einer der fünf französischen Wahlkreise für die Wahl zur Nationalversammlung im Département Charente-Maritime.

## Wahlkreisgebiet

### Von 1958 bis 1986
Der Wahlkreis alten Zuschnitts umfasste die folgenden Kantone:
- Kanton Aigrefeuille-d’Aunis
- Kanton Courçon
- Kanton Rochefort-Nord
- Kanton Rochefort-Sud
- Kanton Surgères
- Kanton Tonnay-Charente.

### Seit 1986
Seit dem durch das Gesetz 86-1197 vom 24. November 1986 über die Neugestaltung der Wahlkreise mit dem Beinamen „redécoupage Pasqua“ (benannt nach Charles Pasqua, der 1986 Innenminister war) vorgeschriebenen neuen Zuschnitt der Wahlkreise umfasst dieser Wahlkreis seither die folgenden Kantone:
- Kanton Aigrefeuille-d’Aunis
- Kanton Aytré
- Kanton Courçon
- Kanton La Jarrie
- Kanton Marans
- Kanton Rochefort-Centre
- Kanton Rochefort-Nord
- Kanton Rochefort-Sud
- Kanton Surgères.

## Wahlergebnisse

### Parlamentswahl 2012
| Kandidaten               | Kandidaten             | Parteien                                         | 1. Wahlgang | 1. Wahlgang | 2. Wahlgang | 2. Wahlgang |
| Kandidaten               | Kandidaten             | Parteien                                         | Stimmen     | %           | Stimmen     | %           |
| ------------------------ | ---------------------- | ------------------------------------------------ | ----------- | ----------- | ----------- | ----------- |
|                          | Suzanne Tallardgewählt | UMP – Union pour la majorité présidentielle      | 17.711      | 31,5        | 29.752      | 53,0        |
|                          | Jean-Louis Léonard     | SOC – Parti socialiste                           | 19.238      | 34,2        | 26.391      | 47,0        |
|                          | David Baudon           | DVG – Unabh. (PS Dissident)                      | 7.086       | 12,6        |             |             |
|                          | Joan Désiré            | FN – Front national                              | 5.261       | 9,4         |             |             |
|                          | Gérard Blanchier       | FG – Front de gauche (Parti communiste français) | 2.685       | 4,8         |             |             |
|                          | Patrick Angibaud       | VEC – Europe Écologie-Les Verts                  | 2.144       | 3,8         |             |             |
|                          | Dominique Droin        | MPF – Mouvement pour la France                   | 806         | 1,4         |             |             |
|                          | Victor Domingues       | DVG – Unabh.                                     | 472         | 0,8         |             |             |
|                          | Jean-Luc Delcampo      | DVG – Mouvement républicain et citoyen           | 381         | 0,7         |             |             |
|                          | Frédéric Castello      | EXG – Lutte Ouvrière                             | 240         | 0,4         |             |             |
|                          | Claude Billot-Zeller   | EXG – Parti ouvrier indépendant                  | 195         | 0,3         |             |             |
| Gesamt                   | Gesamt                 | Gesamt                                           | 56.219      | 100         | 56.143      | 100         |
|                          |                        |                                                  |             |             |             |             |
| Ungültige Stimmen        | Ungültige Stimmen      | Ungültige Stimmen                                | 879         | 1,5         | 1.559       | 2,7         |
| Wähler                   | Wähler                 | Wähler                                           | 57.098      | 58,6        | 57.702      | 59,2        |
| Wahlberechtigte          | Wahlberechtigte        | Wahlberechtigte                                  | 97.490      |             | 97.489      |             |
|                          |                        |                                                  |             |             |             |             |
| Quelle: Innenministerium |                        |                                                  |             |             |             |             |

### Parlamentswahl 2017
| Kandidaten               | Kandidaten                 | Parteien                           | 1. Wahlgang | 1. Wahlgang | 2. Wahlgang | 2. Wahlgang |
| Kandidaten               | Kandidaten                 | Parteien                           | Stimmen     | %           | Stimmen     | %           |
| ------------------------ | -------------------------- | ---------------------------------- | ----------- | ----------- | ----------- | ----------- |
|                          | Frédérique Tuffnellgewählt | REM – La République en marche      | 19.612      | 38,5        | 21.859      | 57,3        |
|                          | Sylvie Marcilly            | LR – LR                            | 9.878       | 19,4        | 16.307      | 42,7        |
|                          | Maud Assila                | LFI – La France insoumise          | 7.915       | 15,5        |             |             |
|                          | Jean-Louis Leygonie        | FN – Front national                | 6.292       | 12,3        |             |             |
|                          | Brigitte Desveaux          | ECO – Europe Écologie-Les Verts    | 3.369       | 6,6         |             |             |
|                          | Michèle Grenier            | COM – Parti communiste français    | 828         | 1,6         |             |             |
|                          | Dominique Droin            | DLF – Debout la France             | 736         | 1,4         |             |             |
|                          | Jean-Claude Wallard        | DIV – Unabh.                       | 655         | 1,3         |             |             |
|                          | Catherine Deneuve          | DIV – Parti animaliste             | 576         | 1,1         |             |             |
|                          | Frédéric Castello          | EXG – Lutte Ouvrière               | 373         | 0,7         |             |             |
|                          | Dominique Raby             | DIV – Union populaire républicaine | 365         | 0,7         |             |             |
|                          | Guy Burguin                | DIV – Unabh.                       | 320         | 0,6         |             |             |
|                          | Philippe Riché             | DVG – Unabh.                       | 52          | 0,1         |             |             |
| Gesamt                   | Gesamt                     | Gesamt                             | 50.971      | 100         | 38.166      | 100         |
|                          |                            |                                    |             |             |             |             |
| Leere Stimmzettel        | Leere Stimmzettel          | Leere Stimmzettel                  | 683         | 1,3         | 3.634       | 8,4         |
| Ungültige Stimmzettel    | Ungültige Stimmzettel      | Ungültige Stimmzettel              | 292         | 0,6         | 1.419       | 3,3         |
| Wähler                   | Wähler                     | Wähler                             | 51.946      | 49,8        | 43.219      | 41,4        |
| Wahlberechtigte          | Wahlberechtigte            | Wahlberechtigte                    | 104.299     |             | 104.292     |             |
|                          |                            |                                    |             |             |             |             |
| Quelle: Innenministerium |                            |                                    |             |             |             |             |

### Parlamentswahl 2022
| Kandidaten               | Kandidaten                | Parteien                                                                   | 1. Wahlgang | 1. Wahlgang | 2. Wahlgang | 2. Wahlgang |
| Kandidaten               | Kandidaten                | Parteien                                                                   | Stimmen     | %           | Stimmen     | %           |
| ------------------------ | ------------------------- | -------------------------------------------------------------------------- | ----------- | ----------- | ----------- | ----------- |
|                          | Anne-Laure Babaultgewählt | ENS – Ensemble ! (Mouvement démocrate)                                     | 15.246      | 28,1        | 25.863      | 51,8        |
|                          | Nordine Raymond           | NUP – Nouvelle union populaire écologique et sociale (La France insoumise) | 14.928      | 27,5        | 24.107      | 48,2        |
|                          | Richard Guérit            | RN – Front national                                                        | 11.049      | 20,4        |             |             |
|                          | David Labiche             | LR – Les Républicains                                                      | 6.680       | 12,3        |             |             |
|                          | Évelyne Serrurier         | ECO – Écologie au centre                                                   | 2.162       | 4,0         |             |             |
|                          | Corinne Giraud            | REC – Reconquête                                                           | 1.837       | 3,4         |             |             |
|                          | Adrien Larcher            | ECO – Parti animaliste                                                     | 772         | 1,4         |             |             |
|                          | Claude Iseli              | DSV – Debout la France                                                     | 637         | 1,2         |             |             |
|                          | Frédéric Castello         | DXG – Lutte Ouvrière                                                       | 500         | 0,9         |             |             |
|                          | Thierry Auger             | DXG – Parti ouvrier indépendant démocratique                               | 467         | 0,9         |             |             |
|                          | Marie Fornili             | DVG – Unabh.                                                               | 0           | 0,0         |             |             |
| Gesamt                   | Gesamt                    | Gesamt                                                                     | 54.278      | 100         | 49.970      | 100         |
|                          |                           |                                                                            |             |             |             |             |
| Leere Stimmzettel        | Leere Stimmzettel         | Leere Stimmzettel                                                          | 784         | 1,4         | 3.244       | 5,9         |
| Ungültige Stimmzettel    | Ungültige Stimmzettel     | Ungültige Stimmzettel                                                      | 282         | 0,5         | 1.315       | 2,4         |
| Wähler                   | Wähler                    | Wähler                                                                     | 55.344      | 49,3        | 54.529      | 48,6        |
| Wahlberechtigte          | Wahlberechtigte           | Wahlberechtigte                                                            | 112.182     |             | 112.184     |             |
|                          |                           |                                                                            |             |             |             |             |
| Quelle: Innenministerium |                           |                                                                            |             |             |             |             |

### Parlamentswahl 2024
| Kandidaten               | Kandidaten            | Parteien                                                | 1. Wahlgang | 1. Wahlgang | 2. Wahlgang | 2. Wahlgang |
| Kandidaten               | Kandidaten            | Parteien                                                | Stimmen     | %           | Stimmen     | %           |
| ------------------------ | --------------------- | ------------------------------------------------------- | ----------- | ----------- | ----------- | ----------- |
|                          | Benoît Biteaugewählt  | UG – Nouveau Front populaire (Les Écologistes)          | 21.027      | 26,9        | 37.985      | 53,4        |
|                          | Karen Bertholom       | RN – Rassemblement National                             | 26.862      | 34,4        | 33.155      | 46,6        |
|                          | Anne-Laure Babault    | ENS – Ensemble pour la République (Mouvement démocrate) | 19.773      | 25,3        | –           | –           |
|                          | Hervé Blanché         | LR – Les Républicains                                   | 9.651       | 12,4        |             |             |
|                          | Frédéric Castello     | EXG – Lutte Ouvrière                                    | 749         | 1,0         |             |             |
| Gesamt                   | Gesamt                | Gesamt                                                  | 78.062      | 100         | 71.140      | 100         |
|                          |                       |                                                         |             |             |             |             |
| Leere Stimmzettel        | Leere Stimmzettel     | Leere Stimmzettel                                       | 1.379       | 1,7         | 6.581       | 8,3         |
| Ungültige Stimmzettel    | Ungültige Stimmzettel | Ungültige Stimmzettel                                   | 577         | 0,7         | 1.989       | 2,5         |
| Wähler                   | Wähler                | Wähler                                                  | 80.018      | 70,4        | 79.710      | 70,1        |
| Wahlberechtigte          | Wahlberechtigte       | Wahlberechtigte                                         | 113.630     |             | 113.648     |             |
|                          |                       |                                                         |             |             |             |             |
| Quelle: Innenministerium |                       |                                                         |             |             |             |             |

## Weblink
- Les archives des résultats des élections en France. In: Ministere de l’Interieur. Abgerufen am 3. November 2023 (französisch).